# Klacht (politie)
In België is een klacht in juridische zin een vorm van aangifte aan de bevoegde (gerechtelijke) overheid.

Deze vorm van aangifte heeft twee bijzondere kenmerken: enerzijds dient het te gebeuren door het het slachtoffer of een benadeelde, anderzijds moet op een duidelijke manier vermeld worden dat strafrechtelijke vervolging van de dader gewenst is.
Burgers die een klacht indienen bij de politie krijgen een "attest van klachtneerlegging" mee waarop het dossiernummer, gegevens over de verbaliserende eenheid etc. vermeld staan. Ook bevat het praktische informatie, zoals het bekomen van hoedanigheid van benadeelde persoon en de mogelijkheid om zich burgerlijke partij te stellen.
Bij sommige misdrijven (de zogenaamde klachtmisdrijven) is een klacht van de benadeelde partij verplicht.